# Atanazy (Jannusas)
Atanazy, imię świeckie Atanasios Jannusas (ur. 1971 w Atenach) – duchowny Greckiego Kościoła Prawosławnego, od 2019 metropolita Sisanionu i Siatisty.

## Życiorys
W 1995 został przyjęty do stanu mniszego i wyświęcony na diakona. Święcenia kapłańskie przyjął w 1997. Chirotonię biskupią otrzymał 23 marca 2019.